# Zacatecas
För andra betydelser, se Zacatecas (olika betydelser).
Zacatecas är en stad och kommun i centrala Mexiko och är den administrativa huvudorten för delstaten Zacatecas. Staden ligger i en djup och smal ravin, 2 450 meter över havet. Från Cerro de la Bufa, ett 150 meter högt bergigt område krönt med ett kapell, syns hela staden.

## Arkitektur och stadsbeskrivning
På smala, krokiga gator (på spanska: callejones) som klättrar uppför branta bergväggar ligger vita hus med platta tak. Den gamla staden i Zacatecas blev 1993 uppsatt på Unescos världsarvslista. Här ligger omsorgsfullt dekorerade byggnader och kullerstensgator med lyktor i smidesjärn. De moderna förorterna har en mix av kåkstäder och muromgärdade stadsdelar (gated communities) för de rika. Stadens centrala delar ligger vid Plaza de Armas, ett litet öppet torg intill katedralen och guvernörspalatset. Mindre torg och parker (jardines) finns överallt i staden, bland dessa kan nämnas Jardin de la Independencia och den ytterst lilla Jardín de Juárez (endast 19 m² stor). Stadens katedral är en byggnad i huggen rödsten, men dess en gång så rikt dekorerade interiör plundrades under inbördeskrigen på 1800-talet och 1900-talet. Kyrkorna omkring har blivit omgjorda till konstgallerier och museer.

## Historia
Zacatecas grundades 8 september 1546 och byggdes över en rik silveråder upptäckt av Juan de Tolosa samma år. Denna och andra gruvor i omgivningarna drog till sig folk och snart blev staden ett av de viktigaste gruvcentran i Mexiko.
Silver från Zacatecas och från Potosí i Bolivia slogs till pesomynt och transporterades jorden runt av spanska flottan och Manila-galeoner. Det var detta silver som finansierade krigen i det Spanska Imperiet.

## Stad och storstadsområde
Staden har en beräknad folkmängd av 129 193 invånare 2009, med totalt 138 823 invånare i hela kommunen på en yta av 442 km².
Staden utgör tillsammans med grannstaden Guadalupe delstatens största storstadsområde, Zona Metropolitana de Zacatecas-Guadalupe, och har totalt 284 036 invånare 2009 på en yta av 1 215 km².

## Turism
Gruvorna har inte längre så stor betydelse för den lokala ekonomin. Den viktigaste gruvan (Mina El Edén) har konverterats till en turistattraktion med bland annat ett underjordiskt diskotek i ett stort hålrum i gruvan. Zacatecas är ett populärt turistmål för inhemska turister, med många lokala underhållare.
Turister besöker normalt Zacatecas under september (Feria nacional de Zacatecas) och åter på våren under påskveckan.

## Utbildning
I Zacatecas ligger Zacatecas Autonoma Universitet och en gren av Monterreys Tekniska Högskola. 